# Peter Banks
Peter Banks, geboren Peter William Brockbands, (Barnet 15 juli 1947 – Londen 7 maart 2013) was een Brits gitarist. Zijn bekendheid dankt Banks aan de eerste twee muziekalbums van Yes.

## Biografie
Al op vroege leeftijd kreeg hij van zijn vader een zogenaamde Westerngitaar. Zoals gebruikelijk in die dagen leerde hij ook de banjo te bespelen. In 1965 trad Banks toe tot de muziekgroep The Syn, alwaar Chris Squire al werkzaam was. In die band speelde ook Andrew Jackman, die later zou werken voor Yes en Squire. In 1967 viel The Syn uit elkaar, in totaal kwamen er van die band twee singles uit. Banks ging voor een korte tijd spelen bij Neat Change. Squire zette Mabel Greer’s Toy Shop op met een paar vrienden. Banks trad later toe tot die band met Clive Bailey (gitaar) en Bob Hagger (drums), maar niet voor lang. Ondertussen gingen de personeelswisselingen In Mabel Greer's Toy Shop snel. Jon Anderson kwam zingen, Tony Kaye achter de toetsinstrumenten en Bill Bruford kwam drummen. Banks vond dat het juiste punt weer in de band te gaan spelen. Banks vond dat de naam Mabel Greer’s Toy Shop in aanmerking kwam voor wijziging en kwam met de naam Yes. In eerste instantie was dat een voorlopige oplossing, maar de geschiedenis leerde dat het de definitieve naam van de band werd, die tot in de 21e eeuw gebruikt werd.

### Yes
Er werden twee albums opgenomen voor Atlantic Records, toen er een meningsverschil kwam. Anderson en Squire wilden de muziek van Yes ondersteunen met orkestklanken, Banks en Kaye zagen het nut er niet van in, hun muziekpartijen werden bijna geheel overgenomen door het orkest. Op 18 april 1970 was de Yestijd voor Banks afgelopen. Steve Howe kwam hem vervangen. Banks zou nog een aantal keren werkzaamheden gelieerd aan Yes verrichten:
- tijdens de Yes-tour ter promotie van het album Union zou Banks meespelen tijdens een concert op 15 mei 1991 in Inglewood (Californië); vlak voordat hij het podium zou bestijgen kreeg Banks van Kaye (die toen ook weer bij Yes terugwas) te horen dat er toch liever van af gezien werd; als schuldige werd Howe aangewezen, maar die heeft dat altijd ontkend;
- in augustus 1994 speelde hij op een fanfestival voor Yes;
- in 1995 speelde hij Astral Traveler op het tribute-album Tales from Yesterday ;
- in 1997 hielp hij bij de samenstelling van het album Something's Coming: The BBC Recordings 1969-1970; hij schreef daarbij een groot deel van de bijbehorende teksten;
- 1998 was hij weer aanwezig tijdens het fanfestival
- in 2006 mocht hij zijn zegje doen in de dokumentaire Classic Artists: Yes
- in 2009 was hij te zien op een dvd met muziek van Yes uit hun beginperiode

### Flash en verder
Peter Banks ging na zijn vertrek uit Yes eerst als solomusicus aan de slag en speelde in het voorprogramma van Blodwyn Pig. Hij speelde mee op een album van Chris Harwood. In 1971 vond hij Kaye bereid om samen verder te gaan onder de naam Flash. Er verschenen van die band drie albums. Tegelijkertijd liep een muzikale vriendschap met Jan Akkerman. Na de periode met Flash bracht Banks zijn eerste soloalbum uit Two sides of Peter Banks. Gastmusici waren Akkerman, John Wetton, Phil Collins, Steve Hackett en de twee ex-Flashleden Ray Bennett en Mike Hough. In 1973 zag hij nog tijd om te spelen in fusionband Zox & the Radar Boys, met opnieuw Phil Collins (drums), Mike Piggott (violin), Ronnie Caryl (gitaar) and John Howitt (basgitaar). Even later wilde Banks Flash heroprichten, maar werd verliefd op Sidonie Jordan, toen bekend als Sydney Foxx. Banks en Foxx huwden en kwamen met albums onder de naam Empire. Hiervan kwamen drie albums. Na Empire raakte de loopbaan van Banks in het slop. Hij speelde nog mee op een aantal albums van derden. Lonnie Donegan, Jakob Magnússon, Tonio K en Ian Wallace maakten gebruik van zijn diensten. Ondertussen verscheen een aantal albums onder zijn eigen naam, die echter weinig invloed hadden. Er verscheen in 2000 een verzameling oud werk van Banks onder de titel Can I play you something?. Daarop was ook muziek van The Syn, Mabel Greer’s Toy Shop en Yes te vinden.

### Hapsnapwerk
Banks leerde Cecilia Quino uit Lima, Peru via het internet kennen. Zij was een grote Yesfan en voegde zich bij Banks in de Verenigde Staten, maar na het huwelijk vertrok het stel naar Lima. In 1998 werd hij aangetrokken door Asia om Howe te vervangen, er werd wel wat muziek opgenomen, maar dat zou nooit een album halen. Hij speelde even mee met Fragile, een band die de muziek van Yes naspeelde. In 2000 kwam zijn naam voor op twee albums van Oliver Wakeman en Clive Nolan en speelde bij Funky Monkey. In 2004 speelde hij een kleine rol bij de reünie van The Syn, maar verliet de band voordat er enig resultaat was; Squire zou al snel volgen. In 2004 was er sprake van een reünie van Flash, maar ook die liet Banks links liggen. In 2006 kwam een EP uit van Harmony in Diversity, waarop zijn naam werd vermeld. In februari 2009 noemde het e-magazine Gibson Guitar’s Lifestyle Banks nog als een van de tien belangrijkste gitaristen binnen de rockmuziek. Op 8 maart 2013 werd Banks dood in zijn flat aangetroffen, nadat hij niet kwam opdagen bij opnames.
Een naamgenoot speelde in de band After the Fire. Deze Peter Banks bespeelde toetsinstrumenten.

## Discografie

### The Syn
- 2005: Original Syn (2005)

### Yes
- 1969 : Yes
- 1970 : Time and a Word
- 1974 : Yesterdays (heruitgave uit 1969)
- 1997 : Something's Coming: The BBC Recordings 1969–1970
- 1999 : Astral Traveller (heruitgaven van muziek uit 1969)

### Flash
- 1972 : Flash
- 1972 : In the can
- 1973 : Out of our hands
- 1997 : Psychosync (liveopnamen uit 1973)

### Empire
- 1973 : Empire Mark I
- 1974 : Empire Mark II
- 1979 : Empire Mark III

### Solo
- 1973 : Two sides of Peter Banks
- 1994 : Instinct
- 1995 : Self-Contained
- 1997 : Reduction
- 1999 : Can I play you something?

### Harmony in Diversity
- 2006 : Trying (EP)

### Gastoptredens
- 1970 : Nice to meet Miss Christine van Chris Harwood
- 1971 : Electric Shocks van Roger "Ruskin" Spear . Featuring Pete Banks
- 1978 : Puttin' on the style tribute to Lonnie Donegan met Rory Gallagher, Pete Banks, Elton John, Brian May & Ringo Starr
- 1984 : Hello by Lionel Richie
- 1984 : Keats, met Peter Bardens, David Paton, Ian Bairnson, Colin Blunstone, Stuart Elliott (producer Alan Parsons);
- 1995 : Tales from Yesterday, Yes tribute album
- 1997 : Come Together People of Funk, met Funky Monkey
- 1999 : Jabberwocky, van Clive Nolan & Oliver Wakeman
- 1999 : Encore, Legends, & Paradox, van Robert Berry enTrent Gardner, 10 liedjes van Emerson, Lake & Palmer door 23 musici waaronder Yesleden Khoroshev, Geoff Downes),
- 2001 : Guitar workshop (twee solo tracks)
- 2001 : Marked for madness van Michelle Young
- 2002 : The hound of the Baskervilles, van Clive Nolan & Oliver Wakeman
- 2002 : Join us in tomorrow van Funky Monkey
- 2006 : Return to the dark side of the moon
- 2011 : Electronic Church Muzik, door Ant-Bee
- 2011 : Muso & Proud, door dB-Infusion
- 2012 : The Prog Collective
- 2012 : Songs of the Century: An All-Star Tribute to Supertramp
- 2012 :  Who Are You – An All-Star Tribute To The Who
- 2020 : Crossover, van David Cross & Peter Banks

- Biblioteca Nacional de España: XX1784847
- Gemeinsame Normdatei: 134819969
- International Standard Name Identifier: 0000 0003 9905 0368
- Library of Congress Control Number: n90709786
- MusicBrainz: f1022919-81ce-4e56-a5e6-d5e7b6434ad5
- Nationale Bibliotheek van Tsjechië: ola2002151556
- Virtual International Authority File: 79798860
- WorldCat: E39PBJkD8wpCDPWvhxMqrm9v73